# Der Traum vom Rhein
Der Traum vom Rhein ist ein Musikfilm des Regisseurs Herbert Selpin, der auch am Drehbuch mitwirkte, aus dem Jahr 1933. In der Filmkomödie spielt F. W. Schröder-Schrom den finanziell unabhängigen Deutschamerikaner Jupp Steinweg, der nach vielen Jahren die Gelegenheit nutzt, seiner Heimat im Bonner Raum einen Besuch abzustatten.

## Handlung
Der reiche Deutschamerikaner Jupp Steinberg trifft in den USA zufällig ein deutsches Gesangsquartett. Obwohl er an einer Herzerkrankung leidet, nimmt er diese Gelegenheit zum Anlass, seiner deutschen Heimat einen Besuch abzustatten. Er macht sich gemeinsam mit seiner Tochter Mary auf die Reise und stellt einen Lehrer ein, damit sie nach der Rückkehr in der Schule keinen allzu großen Rückstand aufholen muss. Auch engagiert er einen arbeitslosen Chauffeur. Er weiß nicht, dass beide ansonsten ihren Lebensunterhalt mit illegalen Mitteln verdienen. In der Folge kommt auch Steinberg in die Bredouille.

## Filmmusik
Unter anderem mit dem Lied Sehnsucht nach dem Rhein des rheinischen Komponisten Willi Ostermann, dessen Melodie mit neuem Text (1936) unter dem Titel Heimweh nach Köln zur inoffiziellen Kölner Stadthymne wurde.

## Erscheinungstermine und abweichende Filmtitel
Der Film kam am 18. Oktober 1933 in die deutschen Kinos. In den USA geschah dies über zwei Jahre später, am 8. Dezember 1935 (dort unter dem Titel The Dream of the Rhine). In den österreichischen Filmverleih kam er unter dem Titel Was wär’ die Welt ohne Liebe. 2020 wurde ein vollständiges erhaltenes Exemplar einer Filmkopie in Köln wiederentdeckt und an die Kölner Willi-Ostermann-Gesellschaft übergeben, die für den Erhalt und gelegentliche Vorführungen Sorge tragen will.

## Zensur
Die Berliner Filmprüfstelle gab den Film am 6. September 1933 auch für Jugendliche frei.

## Kritiken
„Konfektioniertes Volksstück mit bekannten Ostermann-Liedern (…)“